# Xalet Tarrús
El Xalet Tarrús és un edifici de Girona que forma part de l'Inventari del Patrimoni Arquitectònic de Catalunya.

## Descripció
És un edifici de planta baixa, terrat i jardí. Malgrat predominar a línia recta en el disseny general de l'espai i els elements, a la part del davant hi ha una espècie de torratxa circular i algunes obertures rodones que donen certa mobilitat al conjunt. La barana de ferro que volta el perímetre del terrat és també un element a destacar.